# Guma (Nigeria)
Guma è una delle ventitré aree a governo locale (local government areas) in cui è suddiviso lo Stato di Benue, nella Repubblica Federale della Nigeria. Si estende su una superficie di 2.882 km² e conta una popolazione di 191.599 abitanti.